# Coureuse (hippomobile)
Pour les articles homonymes, voir Coureuse.
La coureuse était le nom donné à un coupé de ville qui se conduisait de l'intérieur, les glaces et le siège du cocher étant supprimés.
À la fin du XIXe siècle, ce terme désigne les voitures tirées par des trotteurs, comme l'araignée ou le sulky.

## Sources
Joseph Jobé, Au temps des cochers, Lausanne, Edita-Lazarus, 1976.  (ISBN 2-88001-019-5)